# Prior Velho
Prior Velho – dawna parafia (freguesia) Loures i jednocześnie miejscowość w Portugalii. W 2011 zamieszkiwało ją 7 136 mieszkańców, na obszarze 1,32 km². od 2013 należy do parafii Sacavém e Prior Velho.